# La Broque
La Broque (deutsch Vorbruck) ist eine französische Gemeinde im Département Bas-Rhin in der Region Grand Est (bis 2015 Elsass).

## Lage
Die Gemeinde La Broque liegt im Tal der Breusch im Bereich der Vogesen, etwa 40 Kilometer südwestlich von Straßburg. Die höchsten Berge im Gemeindegebiet sind der Tête Pelée (Bloßkopf) mit 856 m, Les Hauts Évaux (Hochkuppe) mit 681 m und Tête du Renard mit 609 m.
Die Gemeinde Le Broque ist durch die in den Wasserläufen der Breusch und ihres linken Zuflusses Le Fromont verlaufende Gemeindegrenze mit der östlichen und nördlichen Nachbargemeinde Schirmeck verquickt. Die Kernorte bilden einen gemeinsamen Siedlungskern. Den Bahnhof Schirmeck-Le Broque kreuzt die Grenze quer.
Zu La Broque gehören die Weiler und Einzelsiedlungen Fréconrupt (Frechenberg), La Claquette (Klakett), Les Quelles (Quellen), Maison Forestière du Coucou (Forsthaus Kuckuck), Malplaquet (Tannwald), Salm und Vaquenoux (Wackenau). Letzterer ist durch eine Brücke über den Fromont mit dem Schirmecker Ortsteil Wackenbach verbunden. Beider Hauptverbindung zu den Kernorten ist die auf der nördlichen, also Schirmecker, Talseite verlaufende Route du Donon (D 391).
La Claquette liegt flussaufwärts des Kernorts an der Breusch und teilt sich einen Talabschnitt mit der Nachbargemeinde Rothau.

## Geschichte
Vorbruck war ehemals der auf lothringischer Seite der Breusch gelegene Stadtteil der ehemaligen Stadt Schirmeck, die zusammen mit ihrem gleichnamigen Schloss im 16. Jahrhundert zu Grunde gegangen ist. Im Jahr 1336 war Schloss Schirmeck samt Umgegend vom Bischof von Straßburg an die Grafen von Salm abgetreten worden. Das Fürstentum Salm mit der Ortschaft Vorbruck, das während der Französischen Revolution herben Repressalien ausgesetzt war, wurde am 2. März 1793 schließlich von Frankreich annektiert. Zwischen 1807 und 1871 gehörte das Dorf zum Département Vosges im Gebiet Lothringen. Die Ortschaft hatte am Anfang des 20. Jahrhunderts Baumwollspinnerei und -Weberei und ein Militärgenesungsheim. Vorbruck (La Broque) gehörte von 1871 bis 1918 zum elsässischen Teil des Reichslandes Elsaß-Lothringen und damit zum Deutschen Kaiserreich.
Während der deutschen Besetzung des Elsass bestand von August 1940 bis November 1944 am Ortsrand von Vorbruck das Sicherungslager Schirmeck-Vorbruck.

### Demographie
| Jahr | Einwohner | Anmerkungen |
| ---- | --------- | --- |
| 1793 | 1350      | [ 5 ] |
| 1821 | 1572      | [ 5 ] |
| 1846 | 2578      | [ 5 ] |
| 1872 | 2589      | am 1. Dezember, in 448 Häusern |
| 1880 | 2496      | am 1. Dezember, einschließlich Militär, auf einer Fläche von 2317 ha, in 430 Häusern, davon 2225 Katholiken, 209 Protestanten und 21 Juden |
| 1885 | 2389      | [ 7 ] |
| 1890 | 2458      | in 417 Häusern mit 583 Haushaltungen, davon 2165 Katholiken, 260 Protestanten, 27 sonstige Christen und sechs Juden                        |
| 1905 | 3057      | meist katholische Einwohner |
| 1910 | 3248      | [ 9 ] [ 10 ] [ 8 ] |

| Jahr                       | 1962 | 1968 | 1975 | 1982 | 1990 | 1999 | 2006 | 2014 | 2021 |
| -------------------------- | ---- | ---- | ---- | ---- | ---- | ---- | ---- | ---- | ---- |
| Einwohner                  | 3003 | 3026 | 3048 | 2896 | 2628 | 2687 | 2710 | 2716 | 2577 |
| Quellen: Cassini und INSEE |      |      |      |      |      |      |      |      |      |

## Sehenswürdigkeiten
- Burgruine Salm

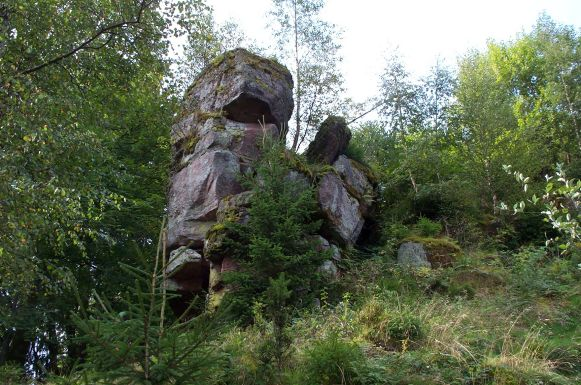
Steinreste der Burgruine Salm

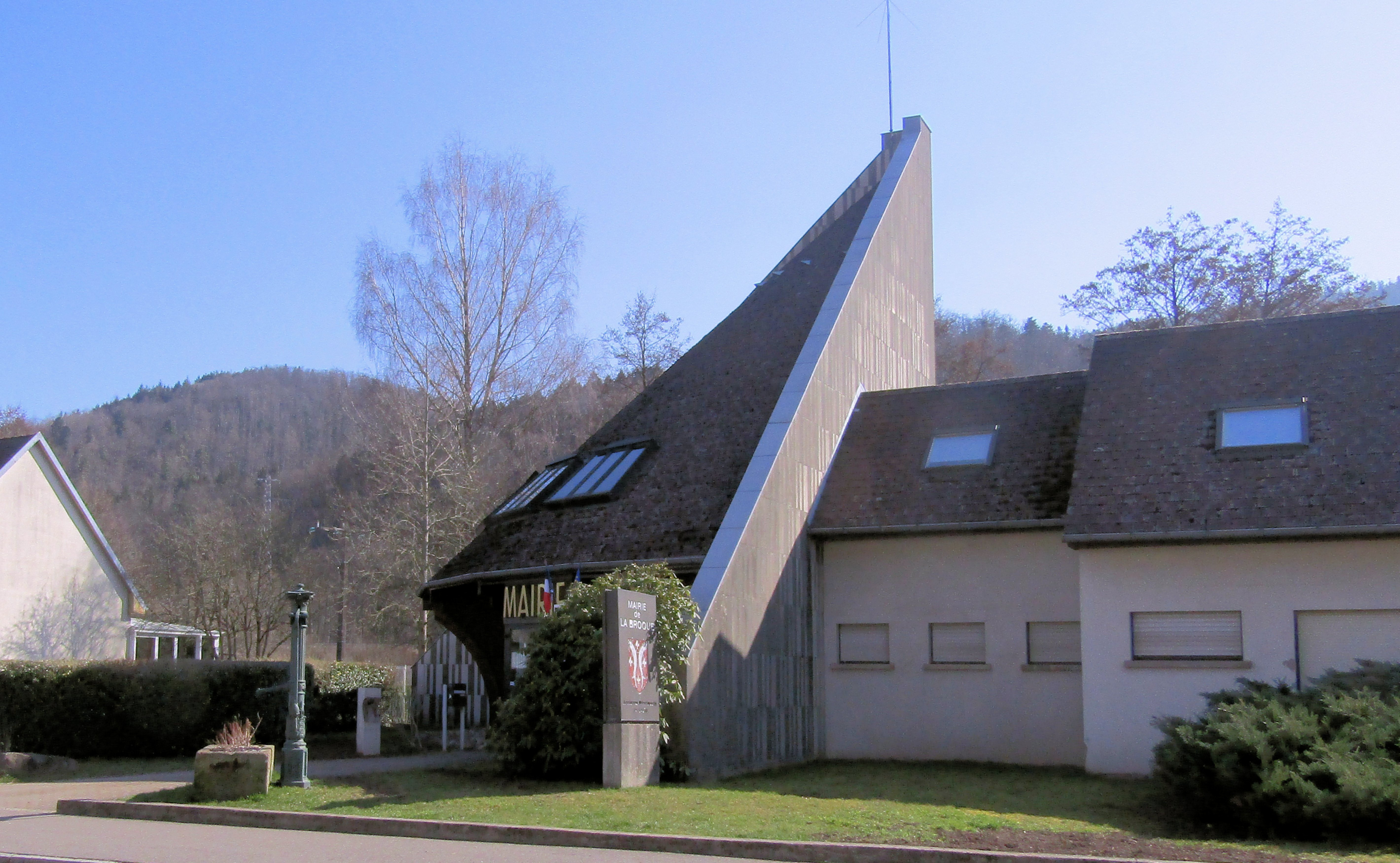
Mairie La Broque

- Kirche Notre-Dame de l'Immaculée Conception (Kirche Unsere Liebe Frau der Unbefleckten Empfängnis)
- Kirche Sainte-Libaire

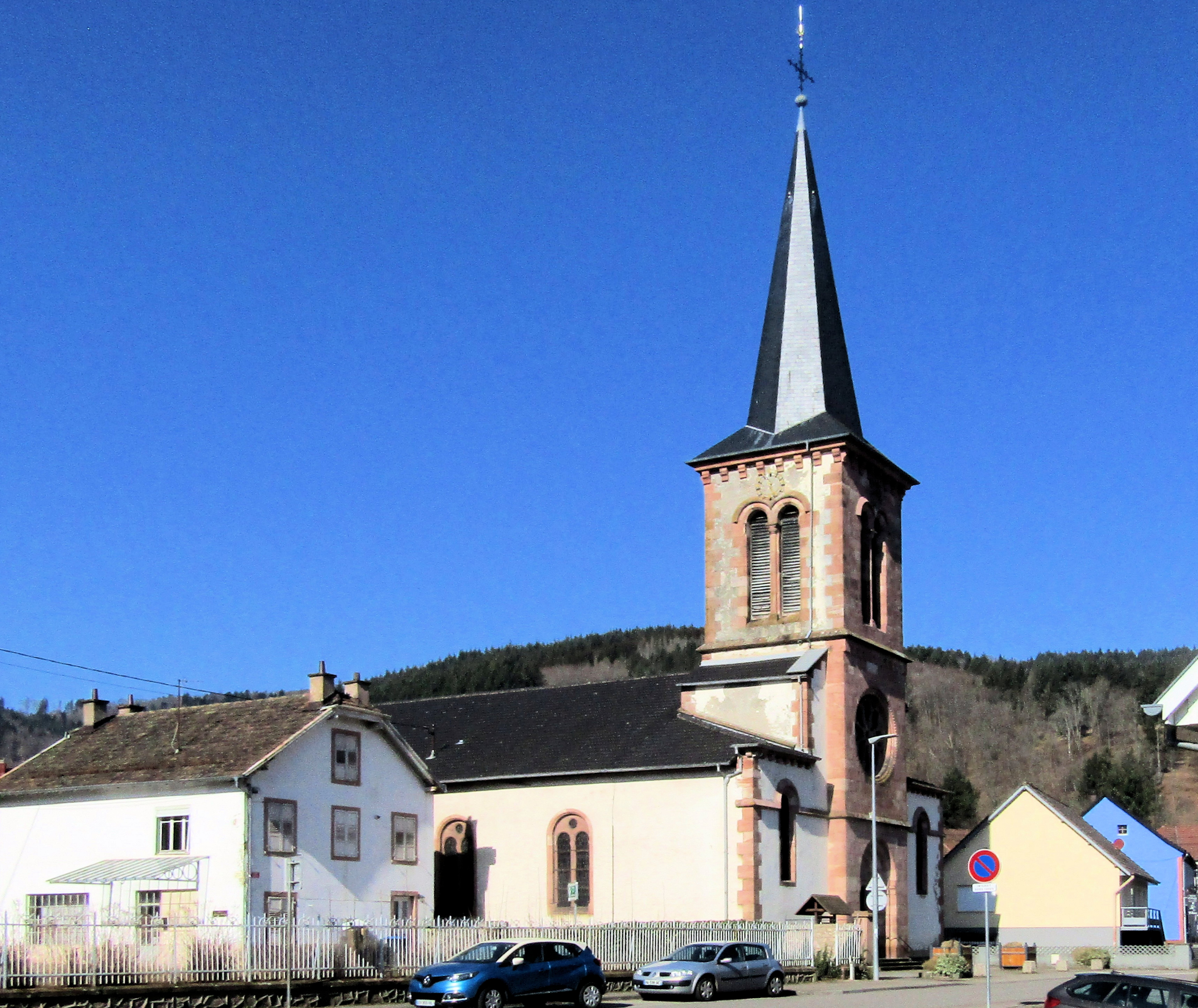
Kirche Notre-Dame de l'Immaculée Conception
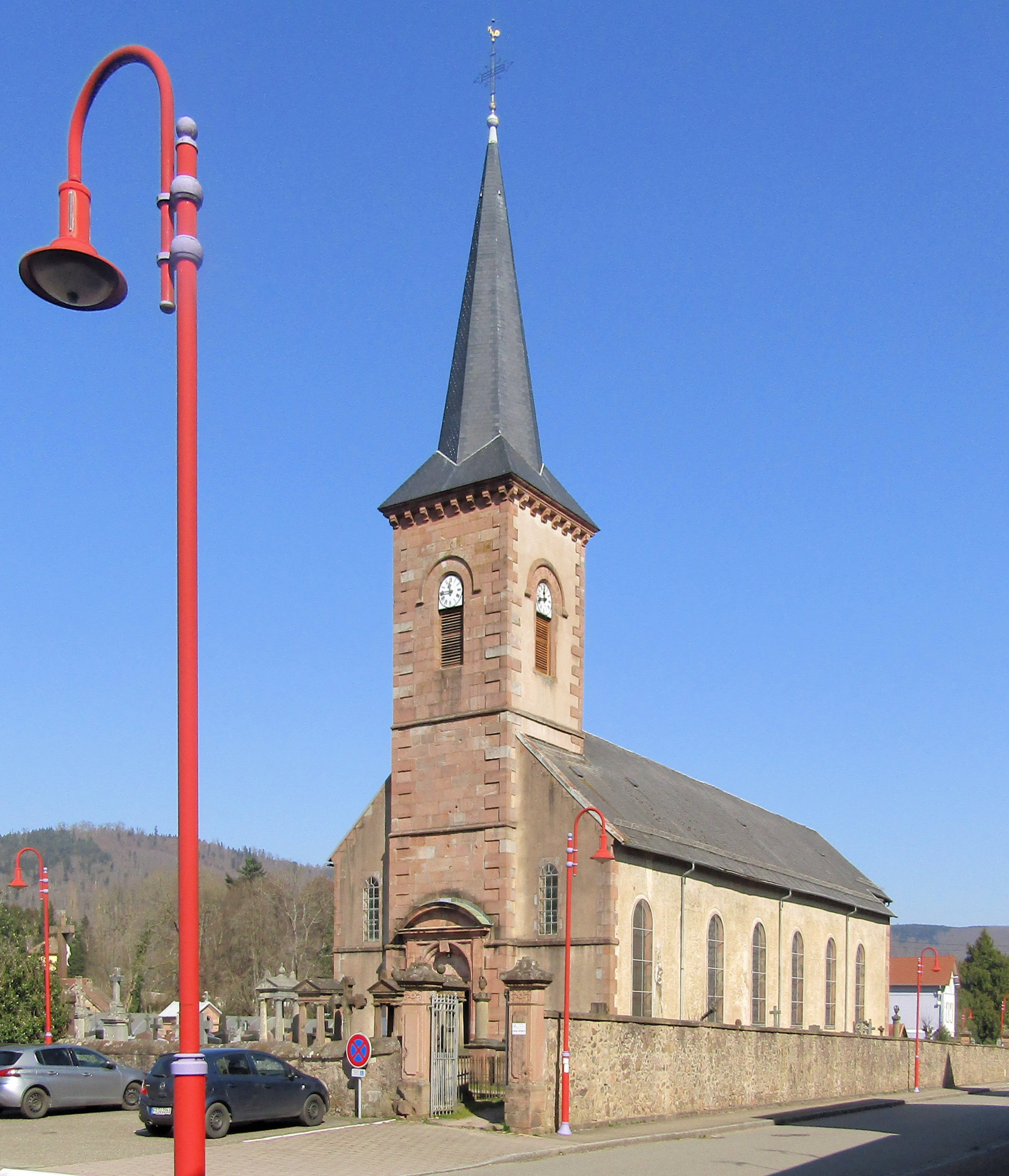
Kirche Sainte-Libaire
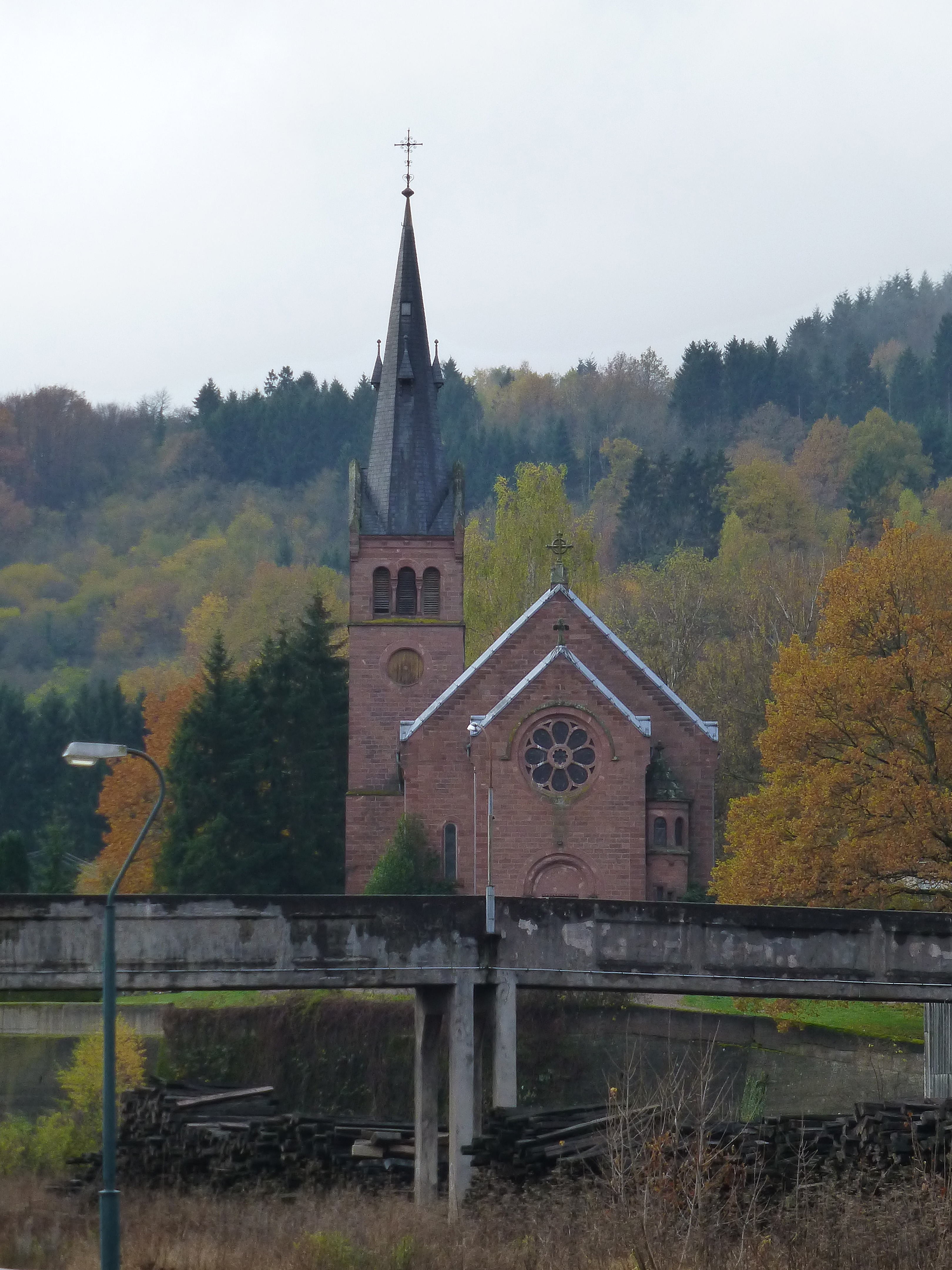
Protestantische Kirche

## Persönlichkeiten
- Michel Ferry (1904–1997), Fluchthelfer und Resistancemitglied in den Vogesen während des Zweiten Weltkriegs
- Paul-Émile Deiber (1925–2011), Schauspieler und Synchronsprecher